# Ițic Ștrul, dezertor
Ițic Ștrul, dezertor este o nuvelă scrisă de Liviu Rebreanu, apărută în Sburătorul în 1919 și în volum în 1921.

## Povestirea
Ițic Ștrul și comandantul său mergeau într-o misiune de patrulare într-o zi de iarnă rece și pustie. Se opresc și fac o pauză, în care Ițic încearcă să facă conversație cu "domnul căprar", dar acesta era ursuz în acea zi.
Ițic Ștrul fusese foarte mândru că fusese ales să-l însoțească pe căprar în acestă misiune, dar acuma se întreabă ce se întâmplă cu acesta. Se gândește că poate e din cauza pericolului acestei misiuni.
Cei doi se cunoșteau de multă vreme și erau buni prieteni. Căprarul își aduce aminte de o datorie mai veche către Ițic Ștrul, lucru care îl determină pe Ițic să-l suspecteze și mai tare pe prietenul său.
Ițic este de felul său un laș și un fricos, iar acuma își aduce aminte de momentele de groază pe care le-a trăit pe front. Dar cu timpul s-a obișnuit cu viața de război, a prins chiar curaj și speră chiar la o medalie.
Începe să pândească mișcările căprarului în speranța că va afla ce se întâmplă. Îndrăznește și întreabă până la urmă despre ce e vorba, dar căprarul îl liniștește și cei doi continuă mersul.
La un moment dat Ițic cade într-o groapă în zăpadă, fapt ce îl liniștește pe căprar, care devine mai vorbăreț și începe să povestească cu Ițic întâmplări de demult. Ițic îl suspectează acum pe căprar că urmează să-l omoare, dar se înșală.
Ajung într-o poiană, Ițic își dă seama că sunt chiar în fața regimentului lor. Căprarul îi spune acuma despre ce este vorba: primise ordin să-l împuște pe Ițic și să-l dea dezertor, dar deoarece erau prieteni, îi oferă o alternativă: dezertarea propriu-zisă.
Căprarul pleacă înapoi, iar Ițic se spânzură, refuzând trǎdarea.